# روبرت دانغ فان
روبرت دانغ فان (بالفيتنامية: Đặng Văn Robert)‏ هو لاعب كرة قدم فيتنامي في مركز الدفاع، ولد في 27 أغسطس 1984 في سلوفاكيا. لعب مع نادي بيكامكس بين دونغ ونادي سوان تان سايغون.

## وصلات خارجية
- روبرت دانغ فان على موقع Soccerway.com (الإنجليزية)